# جمعیت کردها

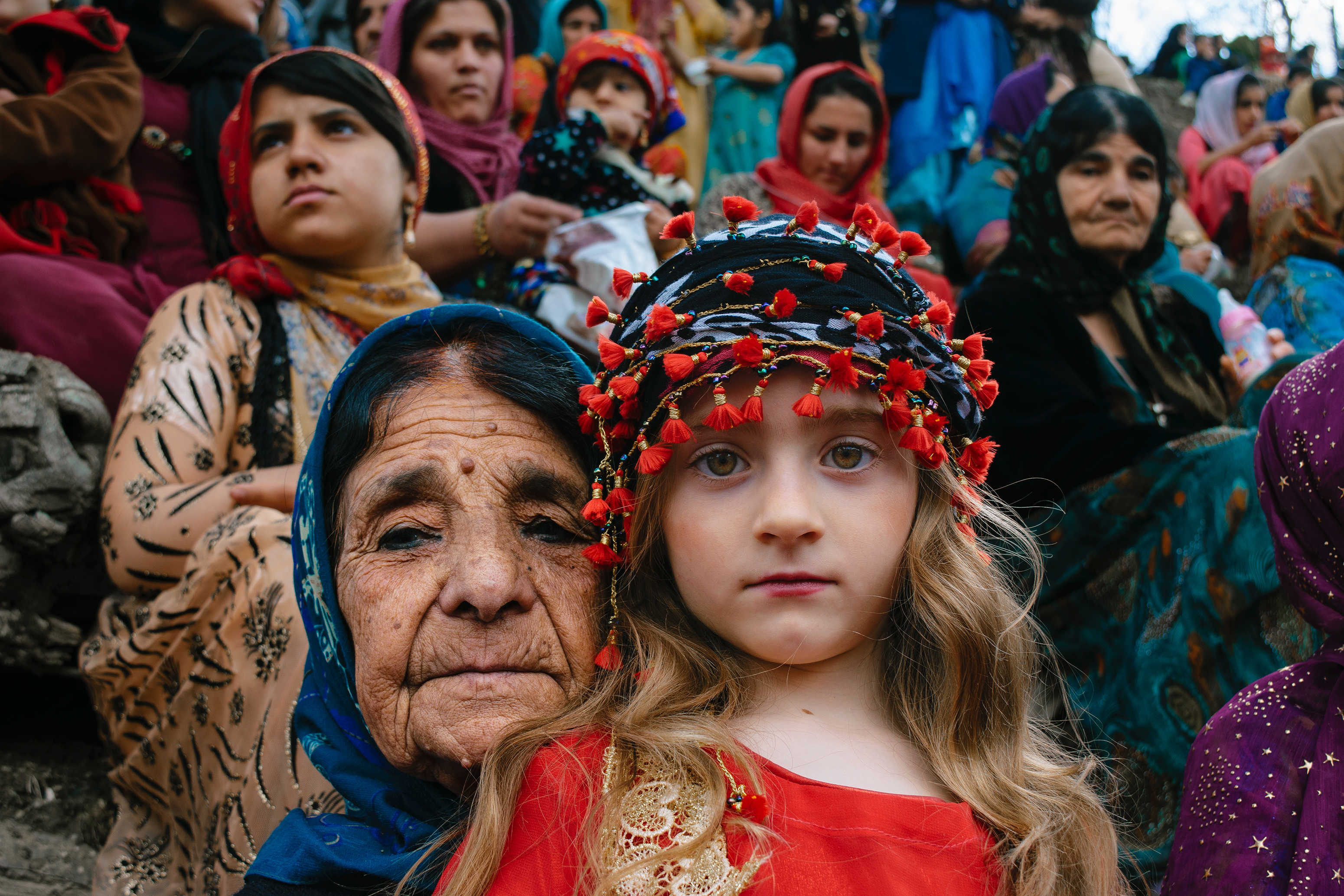
نگاره‌ای از یک دخترک کرد و مادربزرگش در جشن نوروز روستای بیساران.

مردم کُرد که در منطقه جغرافیایی به نام کردستان زندگی می‌کنند که امروزه بین ایران، عراق، ترکیه و سوریه قرار گرفته است البته نام کردستان در کشور ایران به یکی از استان‌های آن و در کشور عراق به یک اقلیم فدرال که در قانون اساسی کشور عراق تثبیت شده است و اما تاکنون در کشورهای ترکیه و سوریه این نام (کردستان) مورد قبول حکومت‌های ترکیه و سوریه قرار نگرفته است، جمعیت تخمینی کردها ۳۲ تا ۴۰ میلیون نفر برآورد می‌شود.

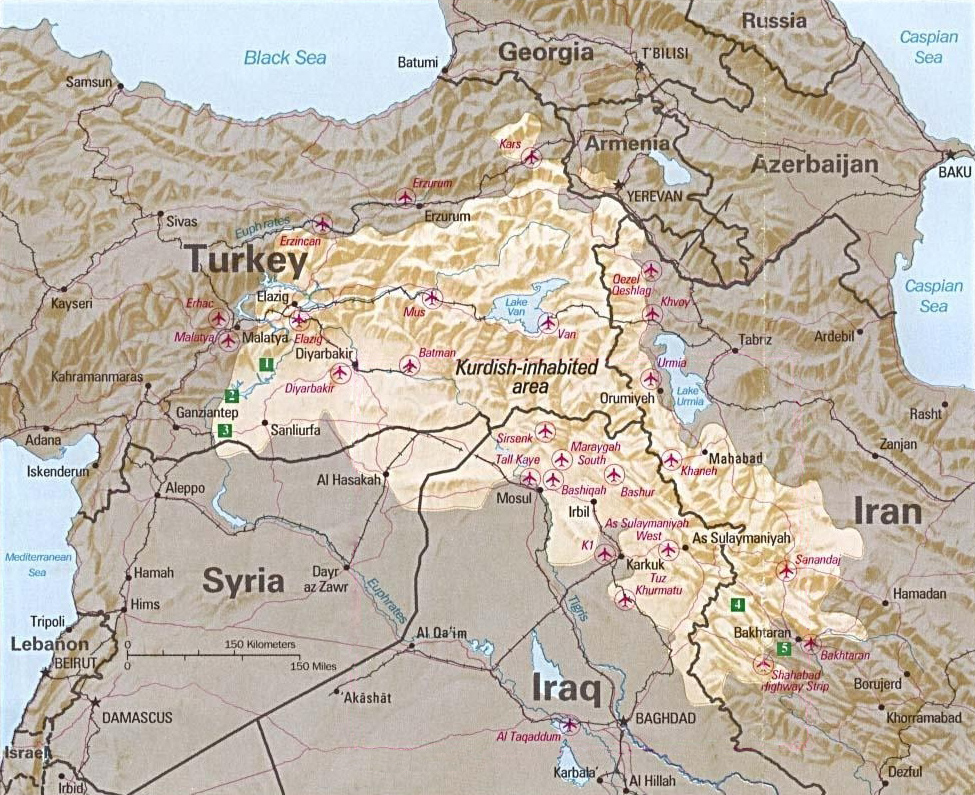
مناطق کرد نشین

مردم کُرد، قوم ایرانی هستند که در کردستانات در منطقه ای به وسعت تقریبی ۵۰۰٬۰۰۰ کیلومتر مربع یعنی بخش‌هایی از خاورمیانه به ویژه در ترکیه، عراق و سوریه و قفقاز و آسیای مرکزی (به ویژه در قزاقستان و ترکمنستان) و در ایران به‌طور عمده در غرب کشور، منطقه جنوب غربی آذربایجان و منطقه شمال خراسان زندگی می‌کنند. علاوه بر این در سال‌های اخیر جمعیت زیادی از کردها به اروپا مهاجرت کردند که بیشترین آن در کشورهای آلمان، فرانسه و سوئد می‌باشد.

## پراکنش

### روسیه
طبق سرشماری ۲۰۱۰ روسیه ۶۳٬۸۱۸ کرد در روسیه زندگی می‌کنند. روسیه برای مدت طولانی روابط گرم خود را با کردها حفظ کرده است. در اوایل قرن نوزدهم، هدف اصلی امپراتوری روسیه اطمینان از بی‌طرفی کردها در جنگ‌های علیه ایران و امپراتوری عثمانی بود. در آغاز قرن نوزدهم، هنگامی که ماورای قفقاز به روسیه پیوست، کردها در ماورای قفقاز مستقر شدند. در قرن ۲۰، کردها توسط ترک‌ها و ایرانیان مورد آزار و اذیت و نسل‌کشی قرار گرفتند، این وضعیت باعث شد کردها به روسیه بروند.

### لبنان
وجود جامعه حداقل ۱۲۵٬۰۰۰ نفری از کردها محصول چندین موج مهاجرت است، اولین موج مهم مربوط به دوره ۱۹۲۵–۱۹۵۰ بود که هزاران کرد از خشونت و فقر در ترکیه فرار کردند. حضور کردها در لبنان به قرن دوازدهم میلادی هنگامی که ایوبیان به آنجا رسیدند، برمی‌گردد. در طی چند قرن بعدی، چندین خانواده کرد دیگر توسط تعدادی از قدرت‌ها برای حفظ حاکمیت در این مناطق به لبنان اعزام شدند، و بقیه آنها در نتیجه فقر و خشونت به کردستان نقل مکان کردند. این گروه‌های کرد مستقر شدند و برای مدت طولانی بسیاری از مناطق لبنان را اداره می‌کردند. کردهای لبنان به دلیل جامعه چند فرهنگی لبنان در لبنان مستقر شدند.

### اتحادیه اروپا

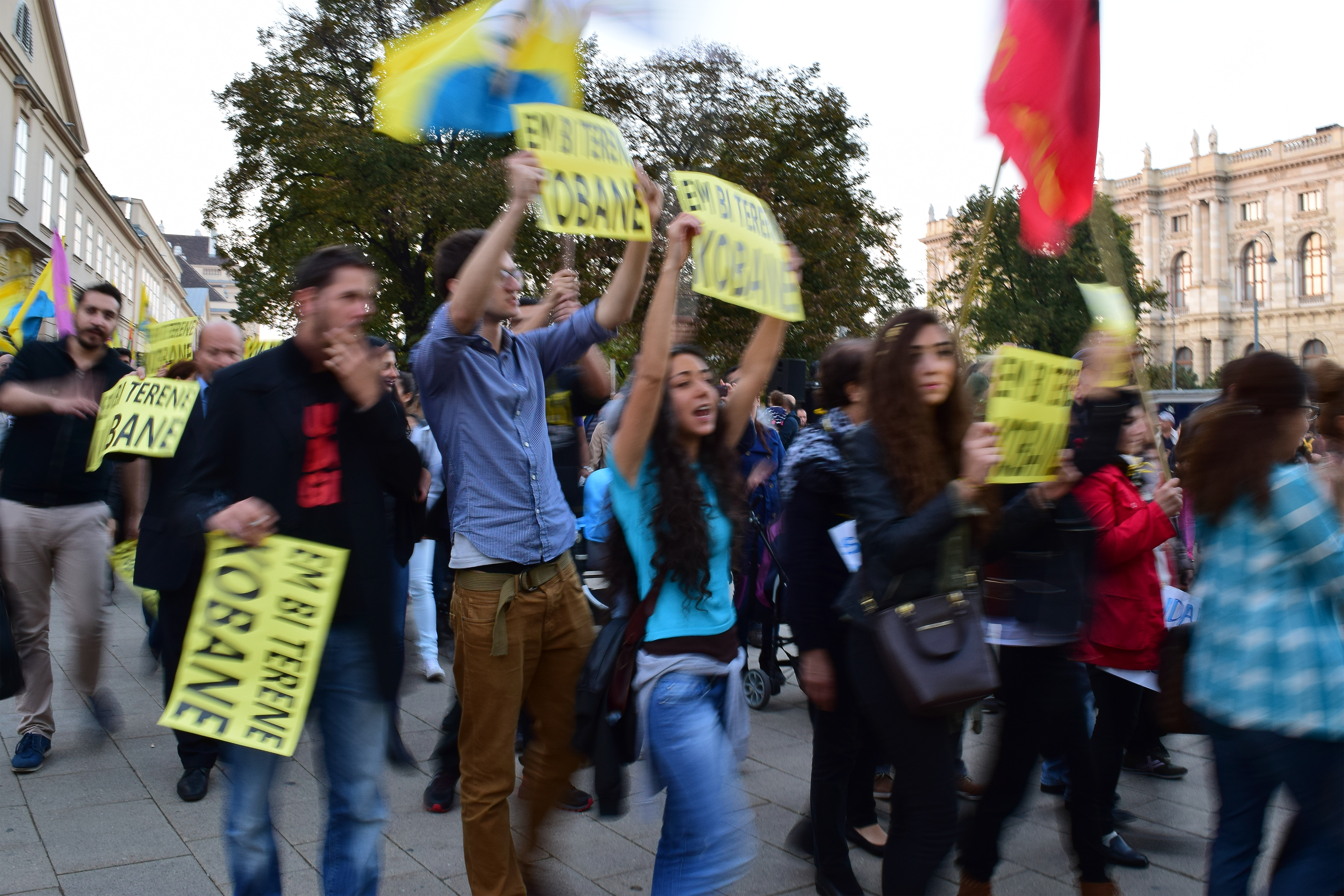
تظاهرات کردها علیه داعش، وین، اتریش، ۱۰ اکتبر ۲۰۱۴

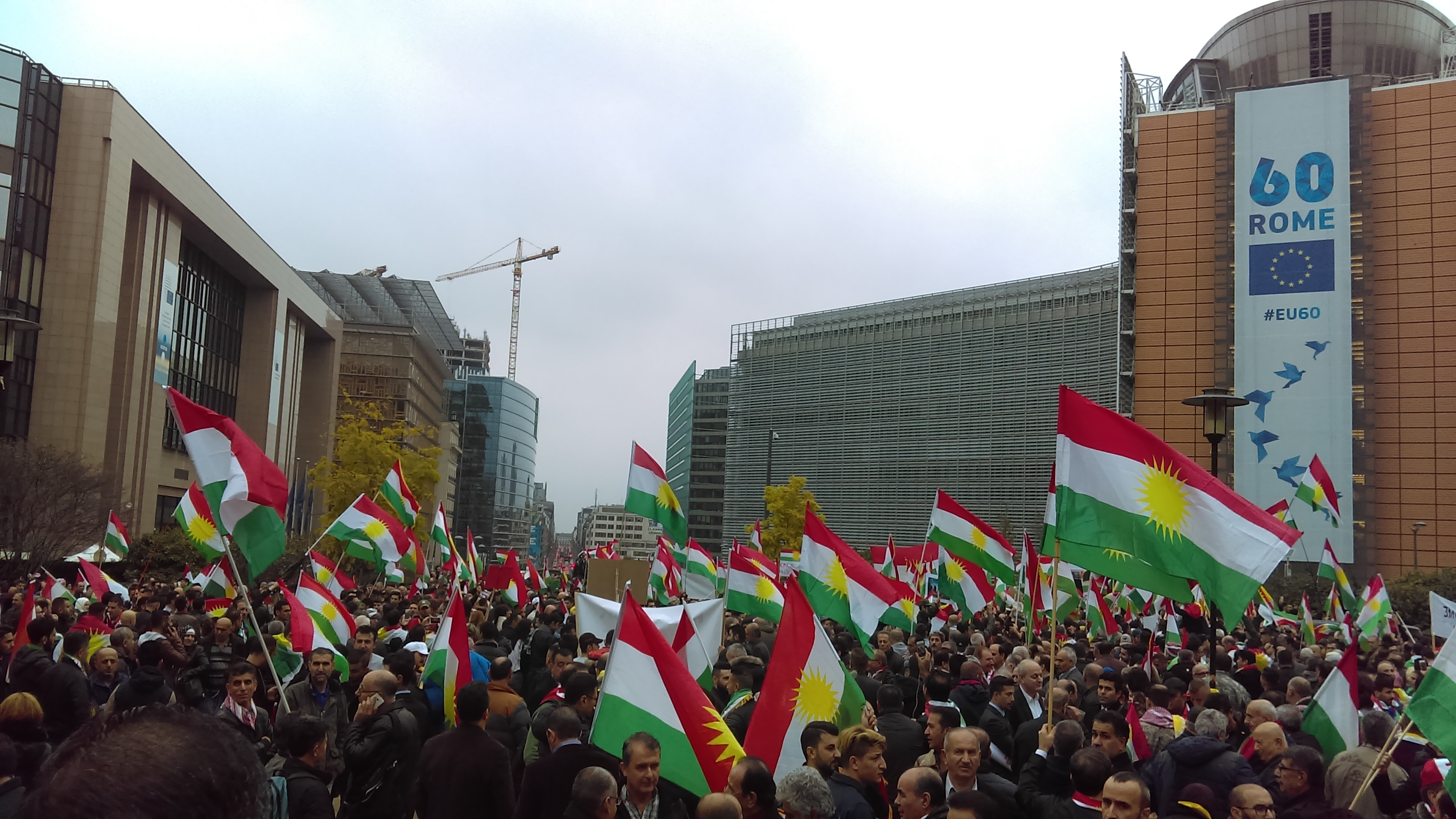
تظاهرات در حمایت از استقلال کردستان عراق در شومان، بروکسل، ۲۵ اکتبر ۲۰۱۷

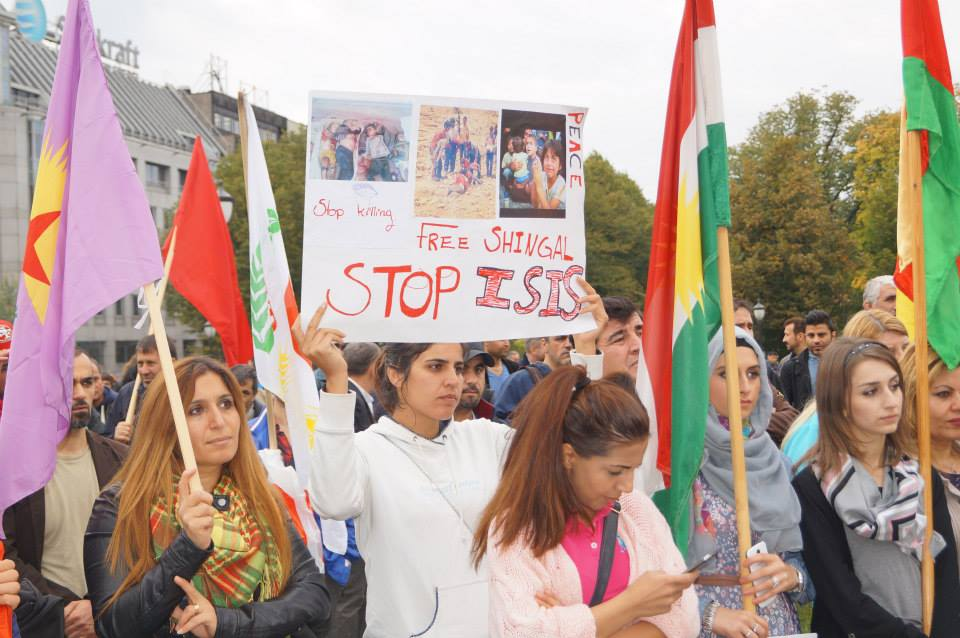
تظاهرات کردها علیه داعش در نروژ، ۱۲ مه ۲۰۱۶

پراکنش کردها در اتحادیه اروپا جمعیت قابل توجهی را در آلمان، فرانسه، سوئد، بلژیک و هلند تشکیل می‌دهد. کردها از ترکیه در دهه ۱۹۶۰ به عنوان کارگر مهاجر به آلمان و فرانسه رفتند. هزاران پناهنده کرد و پناهنده سیاسی در طول دهه ۱۹۷۰ به بعد از ترکیه و در طی دهه ۱۹۸۰ و ۱۹۹۰ از عراق به سوئد فرار کردند.
در فرانسه، کردهای ایران اکثریت جامعه را تشکیل می‌دهند. با این حال، هزاران نفر از کردهای عراق نیز در اواسط دهه ۱۹۹۰ وارد این کشور شدند. اخیراً کردهای سوریه به‌طور غیرقانونی وارد فرانسه می‌شوند.
در بریتانیا، کردها برای اولین بار از سال ۱۹۷۴ تا ۱۹۷۵ با سرکوب شورش کردهای عراق توسط دولت عراق، مهاجرت خود را آغاز کردند. دولت عراق شروع به تخریب روستاهای کردنشین کرد و بسیاری از کردها را مجبور به کوچ به زمین‌های بایر در جنوب کرد. این حوادث منجر به فرار بسیاری از کردها به بریتانیا شد؛ بنابراین، کردهای عراق بخش عمده‌ای از جامعه را تشکیل می‌دهند. در سال ۱۹۷۹، آیت‌الله خمینی در ایران به قدرت رسید و قوانین اسلامی را تصویب کرد. ستم و آزار و اذیت سیاسی گسترده‌ای نسبت به جامعه کرد وجود داشت. از اواخر دهه ۱۹۷۰ تعداد افراد پناهنده از ایران در بریتانیا همچنان زیاد است. در سال ۱۹۸۸، صدام حسین عملیات انفال را در شمال عراق آغاز کرد. این شامل اعدام‌های دسته جمعی و نسل‌کشی کردن جامعه کرد بود. استفاده از سلاح شیمیایی علیه هزاران شهر و روستای منطقه و همچنین شهر حلبچه تعداد کردهای عراق در بریتانیا را افزایش داد. تعداد زیادی از کردها نیز پس از کودتای نظامی ۱۹۸۰ در ترکیه به بریتانیا آمدند. اخیراً، مهاجرت به دلیل ادامه ستم سیاسی و سرکوب اقلیت‌های قومی و مذهبی در عراق و ایران بوده است. برآورد جمعیت کردها در بریتانیا به ۲۰۰ تا ۲۵۰٬۰۰۰ تن می‌رسد.
در دانمارک تعداد قابل توجهی پناهنده سیاسی عراقی وجود دارد که بسیاری از آنها کرد هستند.
در فنلاند، بیشتر کردها در دهه ۱۹۹۰ به عنوان پناهنده عراقی وارد این کشور شدند. کردهای فنلاند به دلیل موقعیت خود به عنوان اقلیتی تحت تعقیب، وابستگی زیادی به دولت عراق ندارند؛ بنابراین، آنها در فنلاند احساس پذیرش و راحتی بیشتری می‌کنند، بسیاری از آنها می‌خواهند از تابعیت عراقی خود خلاص شوند.
از سال ۱۹۹۴ تا ۱۹۹۹، ۴۳٬۷۵۹ کرد به‌طور غیرقانونی وارد یونان شده‌اند و از ۹٬۷۹۷ متقاضی پناهندگی ۵۲۴ مورد از آنها پذیرش شده‌اند.

### آمریکای شمالی
در ایالات متحده اعتقاد بر این است که جمعیت کردها بین ۱۵٬۰۰۰ تا ۲۰٬۰۰۰ نفر می‌باشد، منابع دیگر ادعا می‌کنند که تقریباً ۵۸٬۰۰۰ نفر هستند که اکثریت آنها از ایران می‌آیند. تخمین زده می‌شود که حدود ۲۳٬۰۰۰ کرد ایرانی در ایالات متحده زندگی می‌کنند. در طول جنگ خلیج فارس در سال ۱۹۹۱، حدود ۱۰ هزار پناهنده عراقی در ایالات متحده پذیرفته شدند که بیشتر آنها کرد و شیعه بودند که به جنگ ائتلاف آمریکا کمک کرده‌بودند یا طرفدار آنها بودند. نشویل، تنسی با حدود ۸٬۰۰۰ تا ۱۱٬۰۰۰ نفر بیشترین جمعیت مردم کرد را دارد. در جنوب کالیفرنیا، لس آنجلس، سن دیگو و دالاس، تگزاس نیز کرد وجود دارد.
در کانادا، جمعیت کردها بر اساس سرشماری ۲۰۱۱ کانادا ۱۱٬۶۸۵ نفر است که در این میان کردهای عراق بزرگ‌ترین گروه کردهای کانادا را تشکیل می‌دهند و از تعداد کردهای ترکیه، ایران و سوریه بیشتر هستند. مهاجرت کردها عمدتاً نتیجه جنگ ایران و عراق، جنگ خلیج فارس و جنگ داخلی سوریه بود؛ بنابراین بسیاری از کردهای عراق به دلیل جنگ‌های مداوم و سرکوب کردها و شیعیان توسط دولت عراق به کانادا مهاجرت کردند.

## کردستان
اکثر کُردها در کردستان مسلمان سنی هستند (بیشتر از مکتب شافعی)، اما اقلیت‌های قابل توجهی نیز به اسلام شیعه، علویت، یزیدیسم، یارسانیسم، مسیحیت و یهودیت پایبند هستند.

### ترکیه

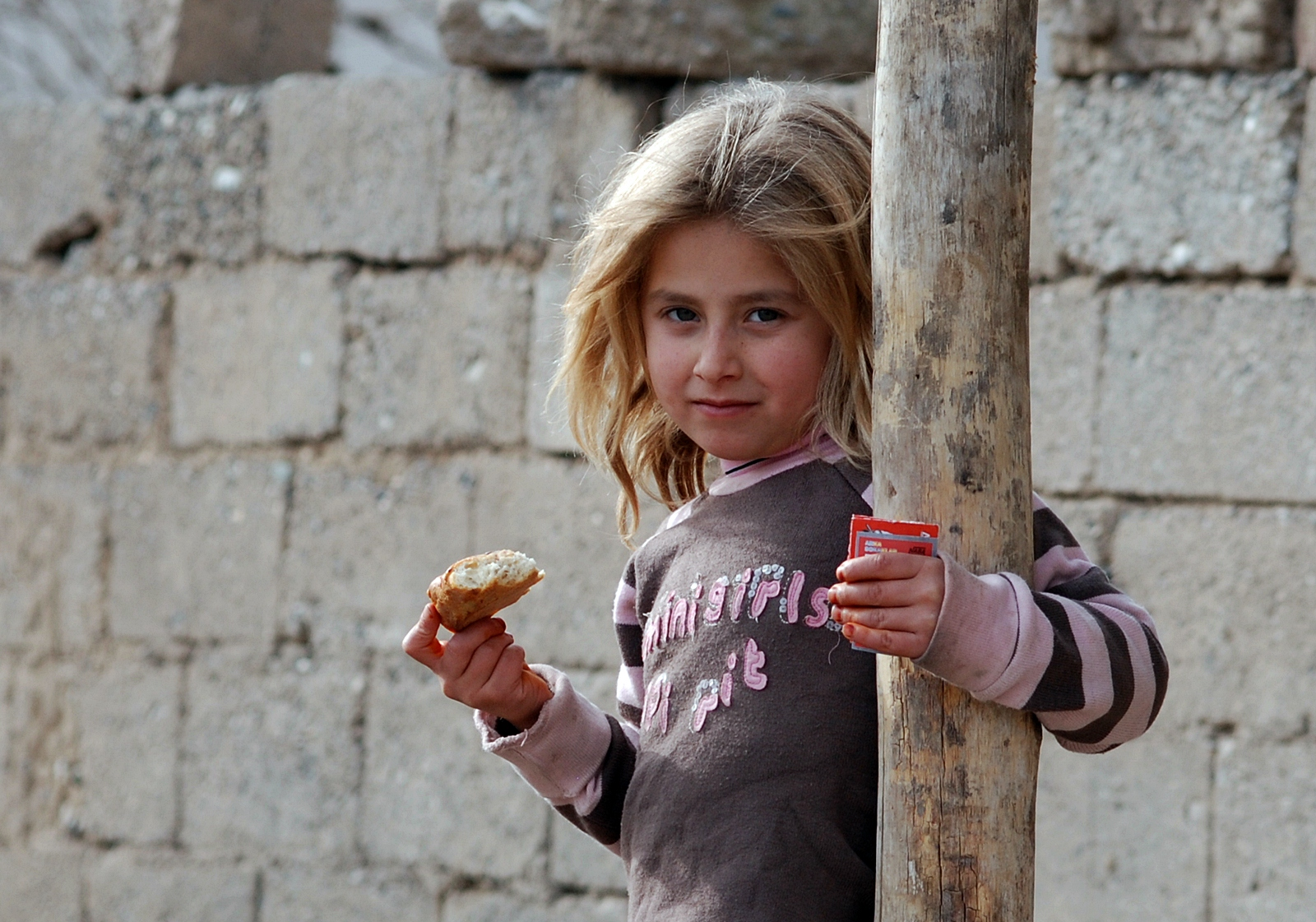
دختر کُرد در استان ماردین

بر اساس گزارش آژانس ترکیه‌ای KONDA، در سال ۲۰۰۶، از کل جمعیت ۷۳ میلیون نفری ترکیه، ۱۱٫۴ میلیون کُرد و زازا در ترکیه زندگی می‌کردند (نزدیک به ۱۵٫۶۸ درصد از کل جمعیت کشور ترکیه). روزنامه ترکی ملیت در سال ۲۰۰۸ گزارش داد که جمعیت کُردها در ترکیه ۱۲٫۶ میلیون نفر است. بر اساس کتاب حقایق جهانی، کردها ۱۸ درصد از جمعیت ترکیه (حدود ۱۴ میلیون نفر از ۷۷٫۸ میلیون نفر) را تشکیل می‌دهند. منابع کُردی این رقم را ۱۰ تا ۱۵ میلیون کُرد در ترکیه ذکر کرده‌اند.
کردها بیشتر در شمال کردستان، در جنوب شرقی و شرق آناتولی زندگی می‌کنند. اما جمعیت کثیری از کُردها را می‌توان در غرب ترکیه به دلیل مهاجرت داخلی یافت. به گفته رستم ارکان، استانبول استانی است که بیشترین جمعیت کُرد را در ترکیه دارد.

### ایران

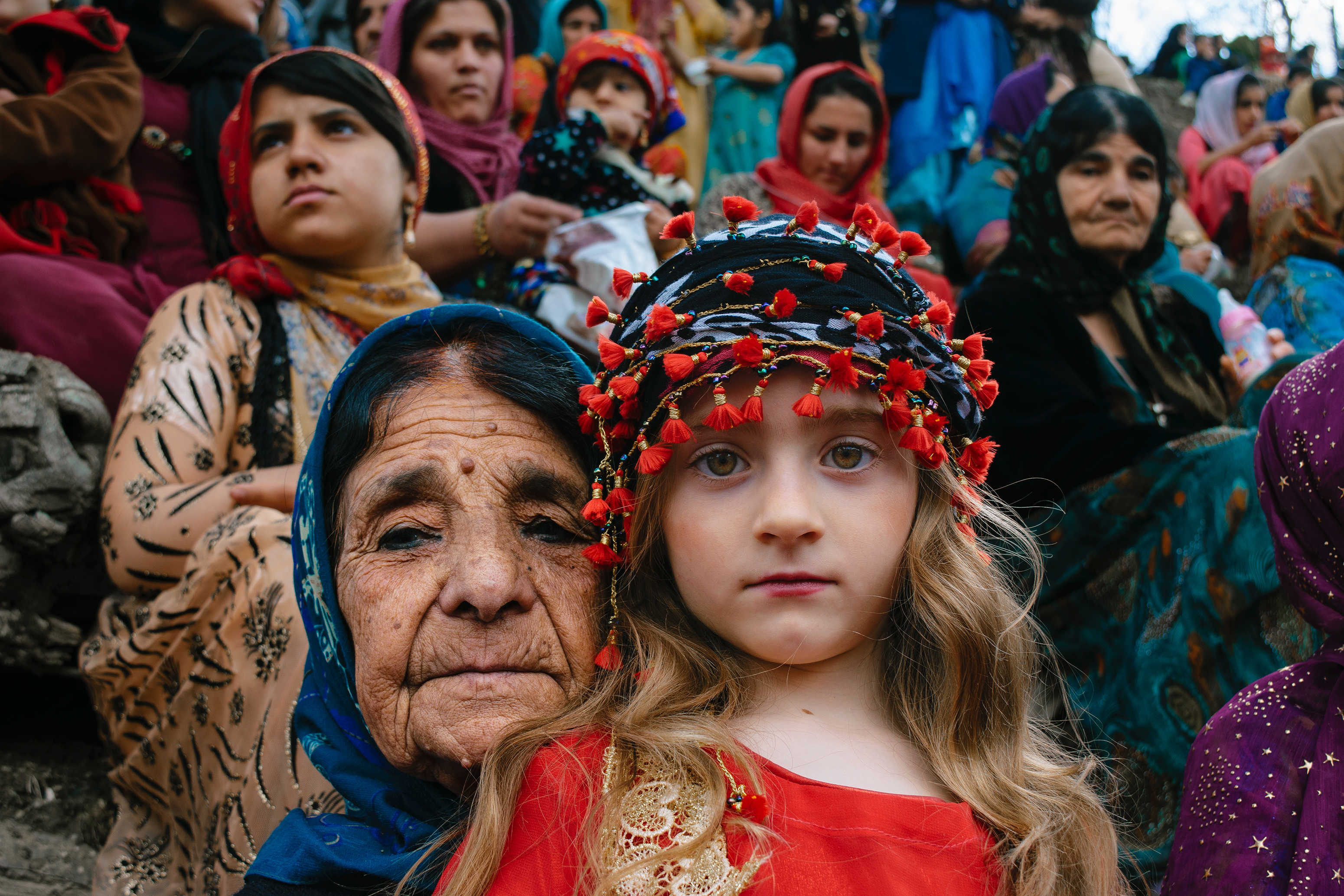
خانواده کرد در بیساران، کردستان ایران

جمعیت کُردها در ایران به ۷ میلیون نفر می‌رسد که اکثریت آنها سنی هستند. کُردهای شیعه در ایران اکثر ساکن استان‌های کرمانشاه و ایلام هستند. همچنین کُردهای استان خراسان در شمال شرق ایران نیز پیرو مذهب شیعه هستند. در جریان انقلاب اسلامی سال ۱۳۵۷ در ایران، احزاب سیاسی کُرد در جذب کُردهای شیعه که در آن دوره هیچ علاقه‌ای به خودمختاری نداشتند، ناموفق بودند. با این حال، از دهه ۱۹۹۰، ملی‌گرایی کردی تا حدودی به دلیل خشم و سرکوب خشونت‌آمیز کُردها در کردستان ایران، به مناطق کُردنشین شیعه نیز نفوذ کرده است.

### عراق

زیارت ایزدی‌ها به معبد لالش، کردستان عراق

در کشور عراق کُردها تقریباً ۱۷ درصد از جمعیت آن را تشکیل می‌دهند. آنها اکثریت سه استان در شمال عراق را تشکیل می‌دهند که با هم به عنوان اقلیم کردستان عراق شناخته می‌شوند. همچنین کُردها در کرکوک، موصل، خانقین و بغداد نیز حضور پررنگی دارند. حدود ۳۰۰٬۰۰۰ کُرد در بغداد پایتخت عراق، ۵۰٬۰۰۰ نفر در شهر موصل و حدود ۱۰۰٬۰۰۰ نفر در جاهای دیگر در جنوب عراق زندگی می‌کنند.
کُردها به رهبری ملا مصطفی بارزانی از سال ۱۹۶۰ تا ۱۹۷۵ درگیر نبردهای سنگین علیه رژیم‌های متوالی عراق بودند. در مارس ۱۹۷۰، عراق طرح صلحی را برای خودمختاری کُردها اعلام کرد. این طرح قرار بود چهار سال دیگر اجرا شود. با این حال، در همان زمان، رژیم عراق برنامه عرب‌سازی را در مناطق نفت خیز کرکوک و خانقین آغاز کرد. قرارداد صلح دیری نپایید و در سال ۱۹۷۴، دولت عراق تهاجم جدیدی را علیه کُردها آغاز کرد. علاوه بر این، در مارس ۱۹۷۵، عراق و ایران معاهده الجزیره را امضا کردند که بر اساس آن ایران ارائه خدمات به کُردهای عراق را قطع کرد. عراق موج دیگری از عرب‌سازی را با انتقال اعراب به میادین نفتی کُردستان، به ویژه مناطق اطراف کرکوک آغاز کرد. بین سالهای ۱۹۷۵ تا ۱۹۷۸، تعداد ۲۰۰٬۰۰۰ کُرد به دیگر مناطق عراق تبعید شدند.

### سوریه
کُردها بزرگ‌ترین اقلیت قومی در سوریه هستند و ۹ درصد جمعیت این کشور را تشکیل می‌دهند. کُردهای سوریه همواره با تبعیض و آزار و اذیت دولت مواجه شده‌اند.
کردستان سوریه (روژآوا) نامی غیررسمی است که برخی برای توصیف مناطق کُردنشین شمال و شمال شرق سوریه استفاده می‌کنند. منطقه کُردنشین شمال شرقی بخش بزرگی از استان حسکه را در بر می‌گیرد. شهرهای اصلی این منطقه قامشلی و حسکه است.
بسیاری از کُردها به دنبال خودمختاری سیاسی برای مناطق کُردنشین سوریه، مشابه کردستان عراق در عراق، یا استقلال کامل به عنوان بخشی از کردستان بزرگ هستند. نام «کُردستان غربی» (کردی: Rojavayê Kurdistanê) نیز توسط کُردها برای نامگذاری مناطق دارای جمعیت کُرد در سوریه در رابطه با کردستان به کار می‌رود. از زمان جنگ داخلی سوریه، نیروهای دولتی سوریه بسیاری از مناطق کُردنشین را رها کرده‌اند تا کُردها خلاء قدرت را پر کنند و این مناطق را به‌طور خودمختار اداره کنند.

## ماوراء قفقاز(قفقاز جنوبی)

### ارمنستان
بر اساس سرشماری ارمنستان در سال ۲۰۱۱، جمعیت کُردها در ارمنستان به ۳۷٬۴۷۰ نفر می‌رسد. آنها عمدتاً در نواحی غربی ارمنستان زندگی می‌کنند. کُردهای اتحاد جماهیر شوروی سابق ابتدا در دهه ۱۹۲۰ شروع به نوشتن کُردی با الفبای ارمنی کردند و به دنبال آن در سال ۱۹۲۷ به زبان لاتین و سپس در سال ۱۹۴۵ سیریلیک و اکنون به دو خط سیریلیک و لاتین شروع کردند. کردهای ارمنستان رادیوی کُردی را از ایروان و اولین روزنامه کُردی در ریا تزه تأسیس کردند. در انستیتوی شرق‌شناسی دولتی ایروان دپارتمان کُردی وجود دارد. کُردهای ارمنستان اولین کشور تبعیدی بودند که به رسانه‌هایی مانند رادیو، آموزش و مطبوعات به زبان مادری خود دسترسی داشتند اما بسیاری از کُردها از سال ۱۹۳۹ تا ۱۹۵۹ به عنوان جمعیت آذری یا حتی ارمنی نام برده شدند.

### گرجستان
بر اساس سرشماری سال ۲۰۰۲ گرجستان، ۲۰٬۸۴۳ کُرد در گرجستان زندگی می‌کنند. کُردهای گرجستان عمدتاً در پایتخت تفلیس و روستاوی زندگی می‌کنند. بر اساس گزارش کمیساریای عالی سازمان ملل در امور پناهندگان در سال ۱۹۹۸، حدود ۸۰ درصد از جمعیت کُرد در گرجستان را کُردهای آسیمیله شده تشکیل می‌دهند.